# King Changó
King Changó es una banda de ska hispano de la ciudad de Nueva York con raíces en Venezuela. Su nombre proviene de Changó, el dios afrocubano de la guerra.

## Historia
King Changó fue fundada por José Andrés Blanco Aybar, conocido por su nombre artístico «Blanquito Man», y Ruben Verde ambos de origen venezolano.
La banda debe su nombre al dios orishá afrocubano de la guerra, dueño del trueno y el tambor Changó, rey de la religión Yoruba.
King Changó tiene sus comienzos en el año 1994 con cuatro integrantes. El estilo que los caracterizó fue una mezcla de reggae y ska, al poco tiempo se agregaron cuatro músicos más y la banda enriqueció su sonido y su capacidad de experimentación, la variedad cultural de sus nuevos integrantes entre ellos Luis Eduardo Blanco Aybar, Negrito Man. Negrito Man filtró su música y comenzaron a fusionar lo que ya hacían con salsa, merengue, cumbia y sonidos de la música venezolana, como lo son los sonidos del cuatro venezolano y los tambores de gaita. 
Fue precisamente esta fusión de sonidos lo que llamó la atención de David Byrne, dirigente de la compañía disquera Luaka Bop, con el cual firmaron un contrato por 5 años y 5 discos. su primer disco debut se tituló King Changó. Fue publicado en 1996 y tuvo repercusión en Estados Unidos y Canadá. En él se mezclaron el cuatro venezolano, la cumbia colombiana y ritmos de jazz con letras en inglés.
La publicación de su segundo disco El Regreso del Santo, en el 2000, sería su último trabajo discográfico. El disco es un tributo al héroe de la lucha libre mexicana El Santo, combinando ritmos de Trip-Hop, baladas, Ska-Punk, Drum'n'Bass y ritmos venezolanos. 
El 16 de noviembre de 2017, fallece el miembro fundador Blanquito Man tras una larga batalla contra el cáncer en la ciudad de Nueva York.
Un año y medio después de la desaparición física de Blanquito Man, Luis Eduardo decidió hacer tributo a su hermano con los temas de King Changó y formó junto a Gustavo "TAO" Ng el proyecto musical 7 Rayos Sound Crew con el que hicieron una gira de conciertos por España, teniendo como inspiración el dios africano Changó, que también es conocido como 7 rayos en otros pueblos cercanos a Nigeria. 
Tras eso, y luego de conversar con Glenda Lee, antigua bajista de la banda, pidió autorización para continuar usando el nombre de la agrupación, con una nueva alineación. En 2021 presentaron una nueva versión del tema Latin Ska, en celebración de los 27 años de la agrupación, y de los 50 años que cumpliría Blanquito Man.

## Reconocimientos
- Carta de Agradecimiento del Comité Organizador The US 53rd Presidential Inaugural (1997)
- Premios SESAC de la Música Latina por Canción Alternativa del Año (1997)
- Mejor Grupo de Rock Latino en Los Estados Unidos de la revista La Banda Elástica
- Disco de Oro En Venezuela Latin World Productions (2001)

## Homenaje
En 2017, durante la convalecencia de Blanquito Man, las bandas La Vida Bohème, Rawayana y McKlopedia junto al cantante puertorriqueño Willy Rodríguez de Cultura Profética se unieron para grabar una versión de “Sin ti”, una de las canciones más populares de King Changó, con el propósito de reunir fondos para el tratamiento del cantante. No obstante, el sencillo pudo publicarse en enero de 2018. Los artistas destinaron las ganancias generadas por el cover a la familia de Blanco y a ONG dedicadas a la lucha contra el cáncer.

## Miembros

### Miembros fundadores
- José Andrés Blanco Aybar, Blanquito Man - Voz y percusión
- Luis Eduardo Blanco Aybar Negrito Man, Negrito Man - Negro Primero - Voz, teclados, Cuatro, acordeón y percusión
- Rubén Verde, Guitarrista
- Luis Jesús Ruiz, El Pulpo - Batería y percusión
- Glenda Lee - Bajo
- Miguel Oldenburg - Guitarra
- Fernando Vélez - Percusión
- Martin Adrian Cunningham, Martín Perna - Saxofón Tenor
- Mike Wagner - Trombón y Guitarra

### Integrantes Honorarios e Invitados
- Jason Anderson, Willie Dinamita - Guitarra
- Vincent Veloso - Saxofón
- Ramón Nova - Guitarra y voz
- Candice Owens, Candice Cannabiss - Voz y Dj
- Santiago Alarcón- Voz y percusión
- William Guzmán, Magu - Guitarra
- Héctor Hernández - Saxofón
- Carlos Rondón, Charlie - Bajo
- José Inés - Voz

### Integrantes actuales
- Luis Eduardo Blanco Aybar, "Negrito Man" - Negro Primero - Voz, teclados, Cuatro, acordeón y percusión
- Gustavo Ng, "Tao Ng" - teclados, Percusión - voz y producción y dirección musical
- Alvaro Parra - Batería
- Oderson García - Bajo
- Pedro Diaz - Guitarra
- Paver Pacheco - Trompeta
- Oswaldo Graterol - Saxo
- José Ramón Alvarez - Trombón
- Melissa Torrealba - Percusión

## Discografía

### Álbumes
- King Changó (1996)

- The Return of El Santo (2000)

### Sencillos
- One of a Kind (2014)
- Mele Kalikimaka (2020)
- Tremendo Parrandón Ft Desorden Público (2020)
- Venezuelan in New York Ft King Changó Family (2021)
- Latín Ska 27 Ft Los Pericos (2021)

### Contribuciones
- Silencio = Muerte: Red Hot + Latin - Track 10, "Quien Quiera Que Seas" con Geggy Tah (1997)
- Outlandos D'Americas - A Rock En Español Tribute To The Police con la versión de Englishman In New York de Sting, con el nombre de Venezuelan In New York.[8]
- Barrio Bravo: Vallenato, Cumbia, Noteño, Ska, Reggae, Rap, Hip-Hop, R&B, etc, - Track 01, "Cumbia sobre el río" (2001) participando junto con Pato Machete (Vocalista Control Machete)
- Con Cuatro y Maraca Ft Emiliano Bruguera TH (2021)
- Acabar Ft Cizco Circus (2021)
- Sin Ti Ft Tumbao Cumbia Electro Suound (2022)
- Ella Tiene Feeling Ft Elemento Rustico (2023)